# Werner Roth (Fußballspieler, April 1948)
Werner Roth (* 4. April 1948 in Jugoslawien) ist ein ehemaliger US-amerikanischer Fußballspieler, der in der Verteidigung spielte.

## Laufbahn
Roth kam als Achtjähriger mit seiner Familie aus der Region Banat in die USA und fing in der Highschool in den sechziger Jahren an, Fußball zu spielen. 
Zwischen 1972 und 1979 spielte er für Cosmos New York in der North American Soccer League unter anderem zusammen mit Franz Beckenbauer und Pelé. In den Jahren 1972, 1977 und 1978 konnte er mit seinen Mitspielern den Gewinn der Meisterschaft feiern. Er brachte es auf 125 Profieinsätze für Cosmos (4 Tore) und beendete seine Karriere nach einer Knieverletzung.
Roth bestritt 15 Spiele für die US-amerikanische Nationalmannschaft.

## Sonstiges
Im Film Flucht oder Sieg von Regisseur John Huston spielte er 1981 den Kapitän „Baumann“ der deutschen Wehrmachtsauswahl an der Seite von Sylvester Stallone. 
2006 heiratete er die Schauspielerin Robin Mattson.
Im Jahre 2013 wurde ihm eine große Ehre zuteil, als er die German-American Steuben Parade als ein Grand Marshal anführen durfte.